# Nikol'sk (Oblast' di Vologda)
Nikol'sk è una città della Russia occidentale, situata nell'Oblast' di Vologda.